# ذبیح‌الله اعظمی ساردویی
ذبیح‌الله اعظمی ساردویی (زادهٔ ۱۳۴۷)، سیاستمدار ایرانی است. او نمایندهٔ دورهٔ یازدهم مجلس شورای اسلامی از حوزهٔ انتخابیهٔ جیرفت و عنبرآباد است. 